# Hroštule
Hroštule ali flancati so tipična istrsko pecivo, ki jih istrske gospodinje pripravijo predvsem v pustnem času, pa tudi ob raznih slavjih, kot so poroke, šagre, proščenje, opasilo...

## Receptura
Za pripravo hroštul potrebujemo:
- 100 g mehkega masla
- 100 g sladkorja
- 1 zavitek vanilijevega sladkorja
- 4 jajca
- 500 g moke
- 1 ščepec soli
- 1 zavitek pecilnega praška
- olje za cvrtje
- sladkor v prahu za posip

## Priprava
Maslo, sladkor in vanilijev sladkor penasto zmešajte, dodajte jajca. Nato umešajte moko, sol in pecilni prašek ter maslo. Testo pustite počivati pol ure.
Na pomokani površini razvaljajte testo in izrežite tanke pravokotnike. V sredino podolžno zarežite in konca prepletite.
V višji posodi segrejte oljčno olje in hroštule na hitro ocvrite. Potresite jih s sladkorjem v prahu in še tople postrezite.